# 10 ноември
10 ноември е 314-ият ден в годината според григорианския календар (315-и през високосна). Остават 51 дни до края на годината.

## Събития
- 1202 г. – Въпреки писма от папа Инокентий III, забраняващи я и заплашващи с отлъчване, католически кръстоносци започват обсада на католическия град Зара, Далмация.
- 1444 г. – Варненски кръстоносен поход: В Битката при Варна кръстоносците, водени от крал Владислав III (на картината) и Янош Хуняди, претърпяват поражение от турците на Мурад II. Владислав загива в боя.
- 1580 г. – След тридневна обсада, английската армия обезглавява над 600 папски войници и цивилни на при Ард нъ кохън на югозападния бряг на Ирландия.
- 1775 г. – Във Филаделфия е сформиран Американския морски пехотен корпус.

- 1799 г. – Френската революция: Край на управлението на Директорията във Франция.
- 1871 г. – Хенри Мортън Стенли открива изчезналия изследовател и мисионер Дейвид Ливингстън (на снимката) в Танзания, край езеро Танганайка, с думите: „Д-р Ливингстън, предполагам?“.

- 1885 г. – Състои се изпитателен пробег на дървен велосипед Даймлер с мотор (първообраз на мотоциклета). (на снимката)
- 1918 г. – Австрия отстъпва на Полша територията Галиция.
- 1928 г. – Принц Хирохито става 124-ти император на Япония.
- 1942 г. – Втората световна война: Нацистка Германия нахлува във Вишистка Франция.
- 1949 г. – Основан е ФК Академик (Свищов).
- 1952 г. – Състои се премиерата на филма Под игото.
- 1956 г. – Потушено е Унгарското въстание против комунистическата власт в страната.
- 1961 г. – Сталинград е преименуван на Волгоград.
- 1969 г. – В САЩ започва излъчването на детската програма Улица Сезам.
- 1970 г. – Програма Луна: Изстрелян е съветският спускаем апарат Луноход 1.
- 1975 г. – Общото събрание на ООН приема резолюция, с която приравнява ционизма с расизма (резолюцията е анулирана през декември 1991).
- 1975 г. – Ангола става независима от Португалия държава, а за първи президент е избран Агостино Нето.
- 1980 г. – В Полша е регистриран независимият профсъюз Солидарност.
- 1983 г. – Бил Гейтс представя на обществото Windows 1.0.
- 1989 г. – След 35-годишно управление на Народна република България като Генерален секретар на Българската комунистическа партия, Тодор Живков е принуден да подаде оставка на Ноемврийския пленум на ЦК на БКП.
- 1994 г. – Ирак декларира, че признава суверенитета на Кувейт.
- 2015 г. – Бойко Борисов отказва да приеме вселенския патриарх Вартоломей I заради скандалното му и обидно поведение и с обвинение към БПЦ в етнофилетизъм.

## Родени
- 1483 г. – Мартин Лутер, лидер на Реформацията в Германия († 1546 г.)
- 1668 г. – Франсоа Купрен, френски бароков композитор († 1733 г.)
- 1697 г. – Уилям Хогарт, английски художник († 1764 г.)
- 1759 г. – Фридрих Шилер, немски поет, философ, историк и драматург († 1805 г.)
- 1868 г. – Гичин Фунакоши, карате майстор († 1957 г.)
- 1887 г. – Арнолд Цвайг, немски писател († 1968 г.)
- 1888 г. – Андрей Туполев, руски авиоконструктор († 1972 г.)
- 1889 г. – Клод Рейнс, американски актьор († 1967 г.)
- 1918 г. – Ернст Фишер, немски химик, Нобелов лауреат през 1973 г. († 1994 г.)
- 1919 г. – Михаил Калашников, руски оръжеен конструктор († 2013 г.)
- 1924 г. – Иван Обретенов, български актьор († 1988 г.)
- 1925 г. – Ричард Бъртън, британски актьор († 1984 г.)
- 1928 г. – Енио Мориконе, италиански композитор († 2020 г.)
- 1932 г. – Рой Шайдър, американски актьор († 2008 г.)
- 1933 г. – Кръстан Дянков, български журналист, преводач († 1999 г.)
- 1939 г. – Антон Горчев, български актьор († 2000 г.)
- 1942 г. – Робърт Ингъл, американски икономист, Нобелов лауреат през 2004 г.
- 1947 г. – Грег Лейк, британски рок музикант (Emerson, Lake & Palmer)
- 1948 г. – Винсънт Скиавели, американски актьор († 2005 г.)
- 1952 г. – Борислав Средков, български футболист
- 1955 г. – Роланд Емерих, американски режисьор и продуцент
- 1959 г. – Звезделин Минков, български актьор
- 1960 г. – Нийл Геймън, английски писател
- 1965 г. – Еди Ървайн, ирландски пилот от Формула 1
- 1968 г. – Трейси Морган, американски актьор
- 1969 г. – Йенс Леман, немски футболист
- 1969 г. – Фаустино Асприля, колумбийски футболист
- 1971 г. – Холи Блек, американска писателка
- 1977 г. – Британи Мърфи, американска актриса († 2009 г.)
- 1978 г. – Ийв, американска певица
- 1985 г. – Александар Коларов, сръбски футболист
- 1999 г. – Жоао Феликс, португалски футболист

## Починали
- 461 г. – Лъв I, римски папа (* ок. 390)
- 1444 г. – Владислав III, крал на Полша и Унгария (* 1424 г.)
- 1549 г. – Папа Павел III (* 1468 г.)
- 1869 г. – Джон Уул, американски генерал (* 1784 г.)
- 1876 г. – Карл Айхвалд, руски учен (* 1795 г.)
- 1891 г. – Артюр Рембо, френски поет (* 1854 г.)
- 1904 г. – Павел Стоянов, български зограф (* 1839 г.)
- 1907 г. – Лазар Маджаров, български революционер (* 1872 г.)
- 1926 г. – Димитър Пъшков, български революционер (* 1840 г.)
- 1938 г. – Мустафа Кемал Ататюрк, първи президент на Турция (* 1881 г.)
- 1948 г. – Георги Шагунов, български композитор (* 1873 г.)
- 1971 г. – Гюрга Пинджурова, българска певица (* 1885 г.)
- 1972 г. – Кирил Семов, български поп певец (* 1932 г.)
- 1982 г. – Леонид Брежнев, държавен глава на Съветския съюз (* 1907 г.)
- 1987 г. – Сейни Кунче, нигерски военен диктатор (* 1931 г.)
- 1991 г. – Гунар Грен, шведски футболист (* 1920 г.)
- 1998 г. – Атанас Натев, български философ, изкуствовед, литературен теоретик (* 1929 г.)
- 1999 г. – Александър Баров, български архитект (* 1931 г.)
- 2001 г. – Кен Киси, американски писател (* 1935 г.)
- 2006 г. – Джон Уилямсън, американски писател (* 1908 г.)
- 2007 г. – Норман Мейлър, американски писател и публицист (* 1923 г.)
- 2009 г. – Роберт Енке, немски футболист, вратар (* 1977 г.)

## Празници
- ООН – Международен ден на младежта (от 1945 г.)
- България – Ден на свободата на словото в България – Обявен на 10 ноември 2003 г. по време на церемонията за връчване на ежегодни награди за журналистика „Черноризец Храбър“ от Съюза на издателите в България
- Дания – Ден на Св. Мартин
- Индонезия – Ден на младежта и Ден на героите
- Индонезия – Празник на град Алесандрия
- Латвия – Празник Мартини (отбелязва се края на есента и началото на зимата)
- Русия – Ден на милицията (от 1962 г.)
- Турция – Ден в памет на Кемал Ататюрк